# Moskva (distrikt)
Moskva rajonu (kirgiziska: Москва району) är en rajon i Kirgizistan. Det ligger i oblastet Tjüj Oblusu, i den nordvästra delen av landet, 40 km väster om huvudstaden Bisjkek.